# Yélékébougou
Yélékébougou è un comune rurale del Mali facente parte del circondario di Kati, nella regione di Koulikoro.
Il comune è composto da 17 nuclei abitati:
- Fabougoula
- Fansira-Coro
- Fansira-Coura
- Fiah
- Guilly
- Koba
- Koulounikoro
- M'Bamba
- Mery
- Moribogugou-Coura
- N'Golofala
- N'Tiani
- Ninzana
- Siramasso
- Soungalaobougou
- Tinzéni
- Yélékébougou